# スペイン国立統計局
スペイン国立統計局（Instituto Nacional de Estadística、INE）は、スペインの国家行政にかかわる統計サービスを担当するスペイン国家の自治的機関。
主要な業務は、人口動態、経済状況、社会にかかわる統計情報の収集分析である。公式HPでは様々な分野の統計情報を提供している。

## 前史
スペインの統計機関で最も古いものはスペイン王国統計委員会（Comisión de Estadística del Reino）で、その創設は1856年11月3日にさかのぼる。イサベル2世治世下の政府首班（presidente del Consejo de Ministros）ナルバエス将軍（General Narváez）が才能ある人々によって構成される王国の統計情報を扱う機関を組織するための法令に署名し、委員会を創設した。1857年4月21日は委員会は統計評議会（Junta de Estadística）と名を変え、初めての事業として国勢調査を手掛けた。
セラーノ将軍（general Serrano）の暫定政権下の1870年9月12日の法令によって地理学研究所（Instituto Geográfico）が創設され、3年後の1873年9月12日には地理統計局（Instituto Geográfico y Estadístico）に名称が変更され、国家のための数的情報の収集が業務に加わった。1890年に統計情報は勧業省の管轄となった。
1901年10月1日の法令によって、公式統計情報とその出版が規定された。そして地理統計局は組織編成替えによってDirección Generalに転換、業務完遂のため各省内に担当部局が整備された。
1921年には統計業務協議会（Consejo del Servicio Estadístico）が設立され、1924年には再編成がおこなわれた。1928年には労働計画省（Ministerio de Trabajo y Previsión）に、そして1931年には首相府省（Ministerio de Presidencia）に所属した。